# فريد أحمد مجور
فريد أحمد مجور ولد عام 1948 في مدينة الصعيد في مديرية الصعيد في محافظة شبوة، عين وزيرا للزراعة والري في حكومة باسندوة بتاريخ 7 ديسمبر 2011، وتعين وزيراً لنفس الوزارة في حكومة خالد بحاح بتاريخ 7 نوفمبر 2014  وظل في منصبه حتى قدمت حكومة خالد بحاح استقالتها في 22 يناير 2015، بعد انقلاب اليمن 2014 الذي قام به الحوثيون.

## المؤهلات العلمية
1. حصل على درجة الماجستير في الاقتصاد الزراعية عام 1396هـ/1976م موسكو.
2. حصل على عدد من الدورات العسكرية موسكو.

## نبذه
التحق بقيادة الحركة الطلابية أثناء دراسته في مدينة عدن، ثم أصبح عضوًا في الجبهة القومية، وأسهم في مناهضة الاستعمار البريطاني، وبعد مقتل الرئيس سالم ربيع علي اعتقل حتى عام 1400هـ/1980م.
ثم نزح إلى شمال اليمن عقب الأحداث الدامية التي وقعت بين فصائل الحزب الاشتراكي اليمني عام 1406هـ/1986م، والمعروفة بـ(أحداث يناير).
ثم التحق بحزب المؤتمر الشعبي العام وتعيّن مسئولاً للدائرة التنظيمية في الأمانة العامة لهذا الحزب.
حضر العديد من المؤتمرات المحلية والدولية، وحصل على عدد من الميداليات، منها: ميدالية الوحدة، وترقى عسكريًّا إلى ر تبة (عقيد).

## المناصب التي تولالها
- أركان الكتيبة التاسعة في الجيش قبل الاستقلال.
- وبعد رجوعه من الدراسة في موسكو عام 1396هـ/1976م تعيّن مديرًا عامًّا للجنة أبين الزراعية.
- مدير عام للإحصاء الزراعي عام 1400هـ/1980م.
- مدير عام الري عام 1402هـ/1982م.
- وكيل وزارة الزراعة عام 1415هـ/1995م.
- محافظ لمحافظة أبين عام 1424هـ/2003م.
- محافظ لمحافظة حجة في انتخابات المحافظين في 17 مايو 2008م.